# Cassandra (Sencillo)
«Cassandra» es el primer sencillo del álbum Aegis de la banda noruega Theatre of Tragedy lanzado en el año 1998.

## Historia
Fue publicado varios meses antes del álbum, en abril de 1998. El personaje de Cassandra es tomado de la Mitología Griega

## Canciones
1. "Cassandra" (Cheap Wine Edit) - 3:48
2. "Aoede" (Edit) - 3:54
3. "Cassandra" (Album Version) - 6:47